# Stephane Acka
Stephane Acka (Abidjan, 11 ottobre 1990) è un calciatore ivoriano, difensore dello Zirə.

## Caratteristiche tecniche
È un difensore centrale, molto forte fisicamente.
Gioca anche come centrocampista centrale, davanti alla difesa, con caratteristiche da interdittore.

## Carriera
Gioca nel settore giovanile del Verona dal 2005 al 2010, venendo anche aggregato alla prima squadra in Lega Pro Prima Divisione, senza comunque mai esordirvi.
Nel 2010 non gli viene offerto un contratto professionistico dal club scaligero e scende quindi in Serie D, al Legnago, club con cui nella stagione 2010-2011 gioca 29 partite. Disputa altre 29 partite con i biancazzurri nella stagione 2011-2012, nella quale segna anche un gol ed ottiene la qualificazione ai play-off con la sua squadra.
Dopo due anni a Legnago nel 2012 passa al Belluno, con cui nella stagione 2012-2013 segna un gol in 30 partite in Serie D.
Nell'estate del 2013 si trasferisce ai rumeni del U Craiova, con i quali nella stagione 2013-2014 gioca 12 partite nella seconda serie rumena (oltre a 3 partite in Coppa di Romania), che la sua squadra termina al secondo posto in classifica ottenendo la promozione in massima serie. Nella stagione 2014-2015 esordisce quindi nella massima serie rumena, nella quale gioca 27 partite, a cui aggiunge anche 2 presenze in Coppa di Romania. Nella stagione 2015-2016 gioca invece una partita in Coppa, 14 partite in campionato e 10 partite nella Poule retrocessione del campionato, nella quale segna anche un gol (il suo primo al CSU oltre che il primo in assoluto in campionati professionistici). Rimane in Romania anche per la stagione 2016-2017, nella quale gioca anche la sua prima partita nella Coppa di Lega rumena. Nel marzo del 2017 decide di rescindere anticipatamente il contratto che lo legava al CSU Craiova con un totale di 75 presenze nel club rumeno.
Nel luglio del 2017 si trasferisce in Turchia all'Erzurumspor FK, neo promosso in TFF 1.Lig, secondo livello del campionato di calcio turco firmando un contratto biennale.

## Palmarès

### Club

#### Competizioni nazionali
- Coppa di Romania: 1

U Craiova: 2020-2021
- Liga II: 1

CSU Craiova: 2013-2014